# Wasserorgel Wilhelmshöhe

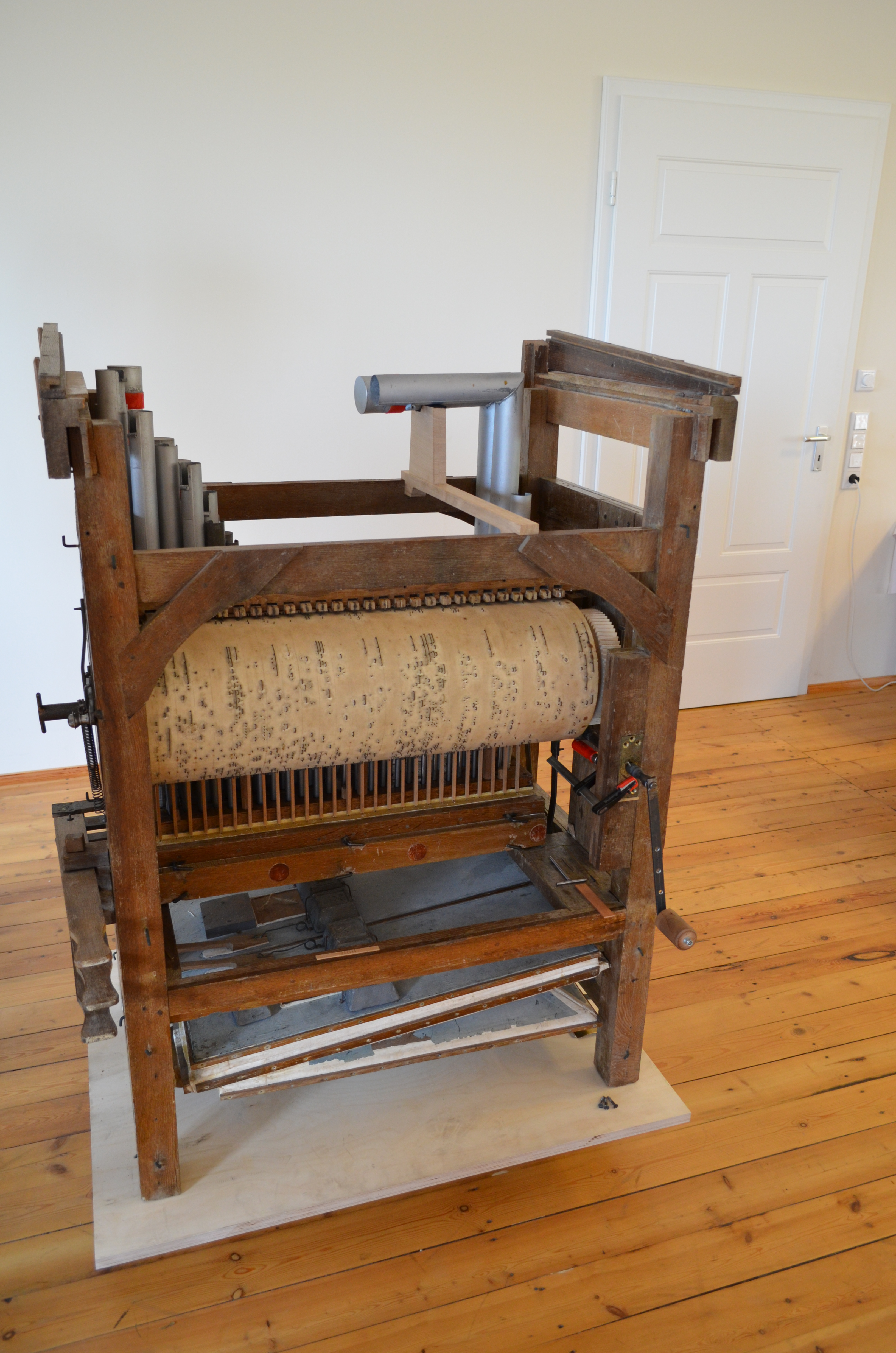
Frisch restaurierte Orgel in der Werkstatt von Jehmlich Orgelbau (2014)

Die sogenannte Wasserorgel von Wilhelmshöhe ist eine Stiftwalzen-Drehorgel, die über ein von Wasser angetriebenes Schaufelrad aus Metall betrieben wird. Das Original befand sich in einer Grotte unterhalb des die Riesenstatue des Herkules tragenden Oktogons im Kasseler Bergpark Wilhelmshöhe. Ein originalgetreuer Nachbau erklingt ab 2020 wieder an derselben Stelle.

## Geschichte

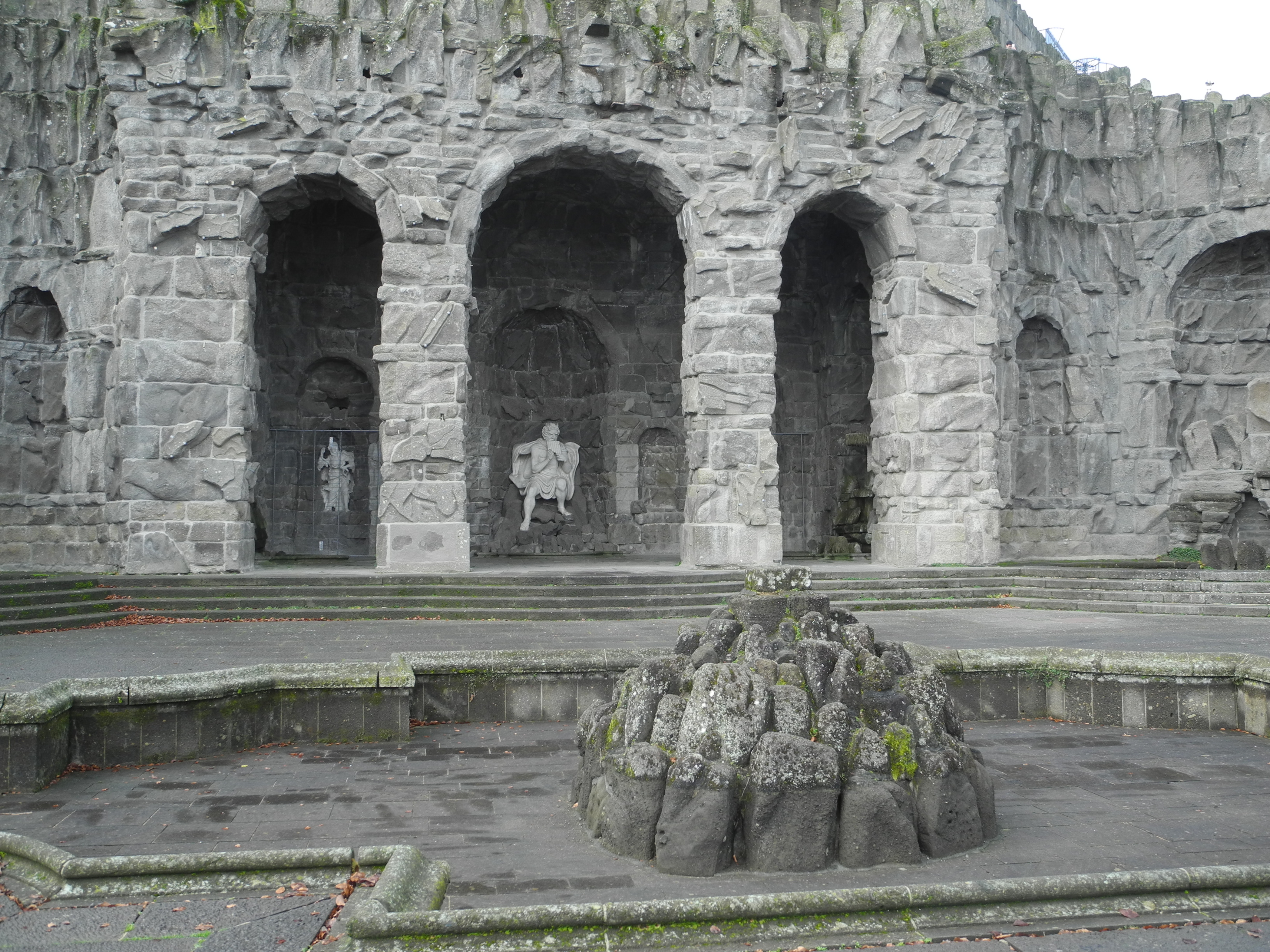
Die Vexierwassergrotte des Herkules, in der die Wasserorgel erklingt

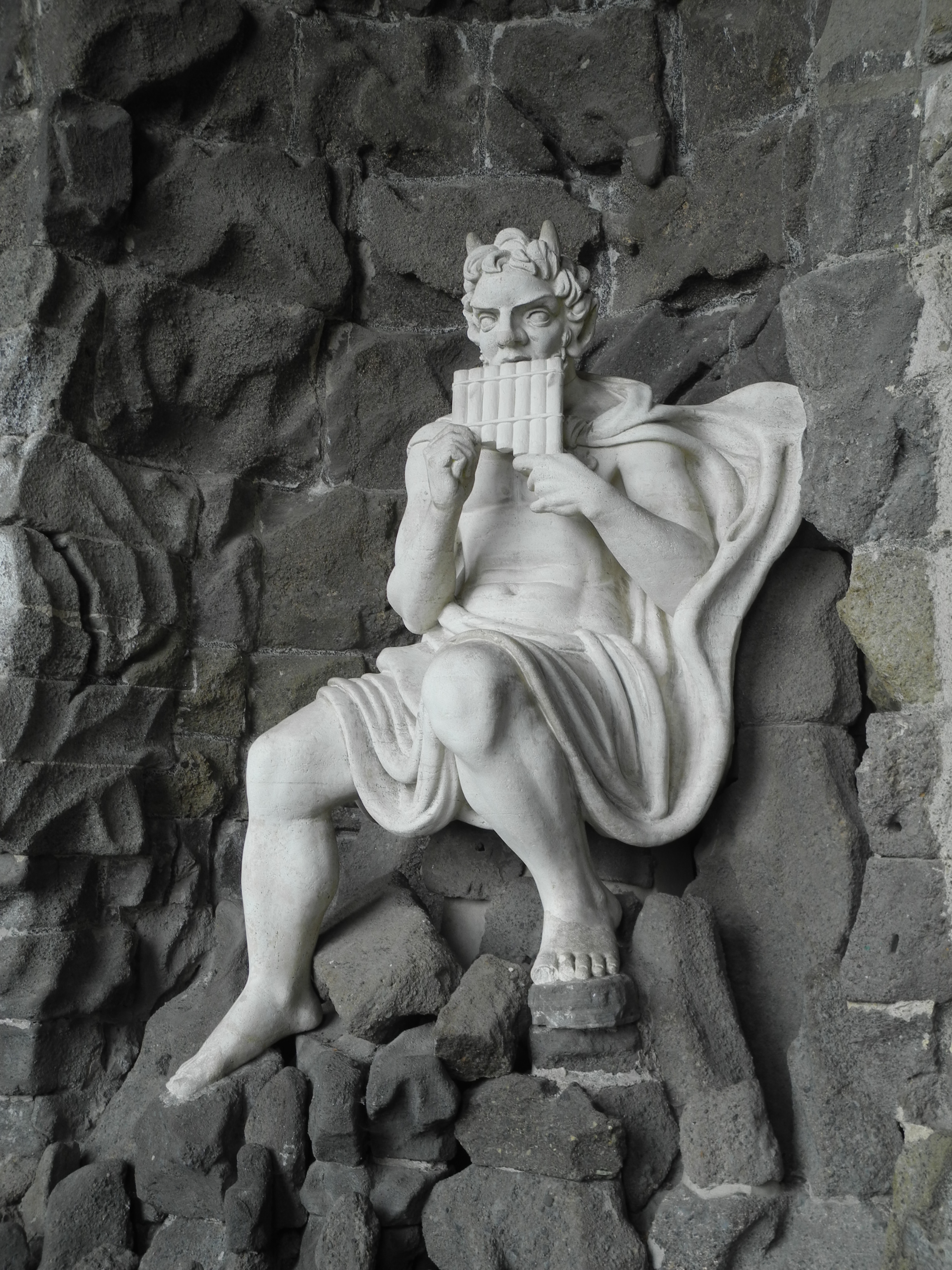
Statue des Pan in der Vexierwassergrotte des Herkules, hinter der die Wasserorgel versteckt war und wo ihre Kopie wieder steht

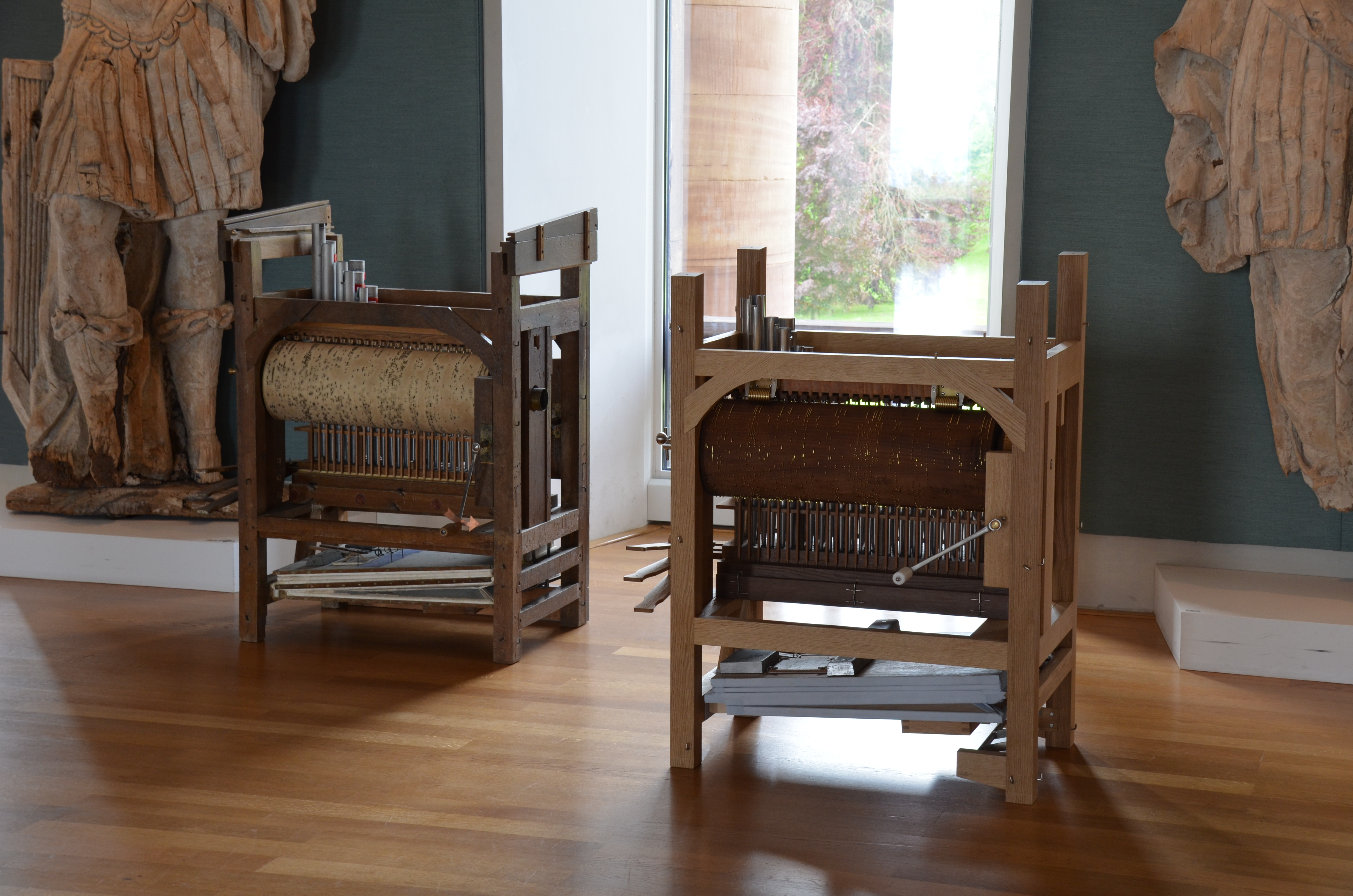
Alt und Neu bei der Präsentation 2017

Landgraf Karl von Hessen-Kassel ließ ab 1701 am Karlsberg, im Habichtswald im Westen von Kassel, oberhalb des alten Jagdschlosses Weißenstein eine Landmarke in Form eines dreigeschossigen Oktogons mit vorgelagerten Kaskaden anlegen. Die Wasserkunst wurde 1714 zum ersten Mal öffentlich präsentiert und die Herkules-Statue auf der Dachpyramide des Oktogons wurde 1717 aufgestellt.
Am Hang unmittelbar östlich unterhalb des Oktogons befindet sich die sogenannte Vexierwassergrotte, mit drei Wandnischen. In der mittleren und größten stand ursprünglich eine Skulptur des Kyklopen Polyphem, seit dem 19. Jahrhundert dann die des mythologischen Hirtengotts Pan. Versteckt hinter der Figur des Zyklopen und später des Hirtengotts stand ab 1705 die erste Wasserorgel, gebaut von Andreas Zahn und Johann Wenderoth. 1778 erneuerte der damalige Hoforgelbauer Georg Peter Wilhelm das Spielwerk komplett.
Die Orgel mit ihren drei Registern (Gedackt 8′, Prinzipal 4′, Oktave 2′) und 81 Pfeifen aus Blei war integraler Teil der Wasserkünste und wurde über ein oberschlächtiges Wasserrad angetrieben. Sie spielte sechs verschiedene Melodien, von denen Wilhelm zwei komponierte und der Hoforganist Becker auf eine Stiftwalze gestochen hatte und die aus der Hirtenflöte Polyphems bzw. der Panflöte Pans zu kommen schienen. Vermutlich sind vier der ursprünglich fünf Melodien aus der Zeit Landgraf Karls übernommen worden. Die Klänge sollten – fürstlicher Spaß – Besucher anlocken, die dann in der Grotte mit Wasser, sogenannte Vexierwasser, aus über 100 kleinen Düsen nass gespritzt wurden.
Bei ihrer ersten Restaurierung 1938/1939 wurden die Bleipfeifen durch Pfeifen aus Zink ersetzt. Das Instrument erklang vor dem Zweiten Weltkrieg zum letzten Mal. Es wurde nach dem Krieg abgebaut und nahezu sechs Jahrzehnte lang eingelagert. Die Feuchtigkeit in der Grotte und ihr Alter hatten der Orgel erheblich zugesetzt. 2014 wurde sie in dreimonatiger Arbeit von der Dresdener Orgelbaufirma Jehmlich wieder in spielfertigen Zustand gebracht. Dabei blieb die originale Substanz von 1778 komplett erhalten, selbst das brüchige Leder der Bälge wurde behalten und abgedichtet. Viele Details mussten allerdings erneuert werden, und das hölzerne Zahnrad der Walze, das wegen zahlreicher Risse die Musik zu oft zum Stocken brachte, wurde durch eine Kopie ersetzt.
2016–2017 wurde eine originalgetreue Kopie der Orgel aus Eichen-, Pappel-, Ahorn- und Weißbuchen-Holz von Jehmlich angefertigt und so präpariert, dass sie die ständige Feuchtigkeit hinter dem Pan in der Vexierwassergrotte möglichst lange unbeschadet überstehen kann. Im Mai 2017 wurden das Original und die Rekonstruktion im Florasaal des Schlosses Wilhelmshöhe erstmals der Öffentlichkeit vorgestellt. 2018 erfolgte die Aufstellung des Nachbaus in der vorgesehenen Nische. 2019 wurde bei der rekonstruierten Orgel ein Kupplungselement zwischen Wasserrad und Orgel eingebaut, um die Übertragung der Wasserkraft steuerbar zu machen. Seit 2020 erklingt die Orgel wieder und wird mittels eines Automaten betrieben.

## Instrument

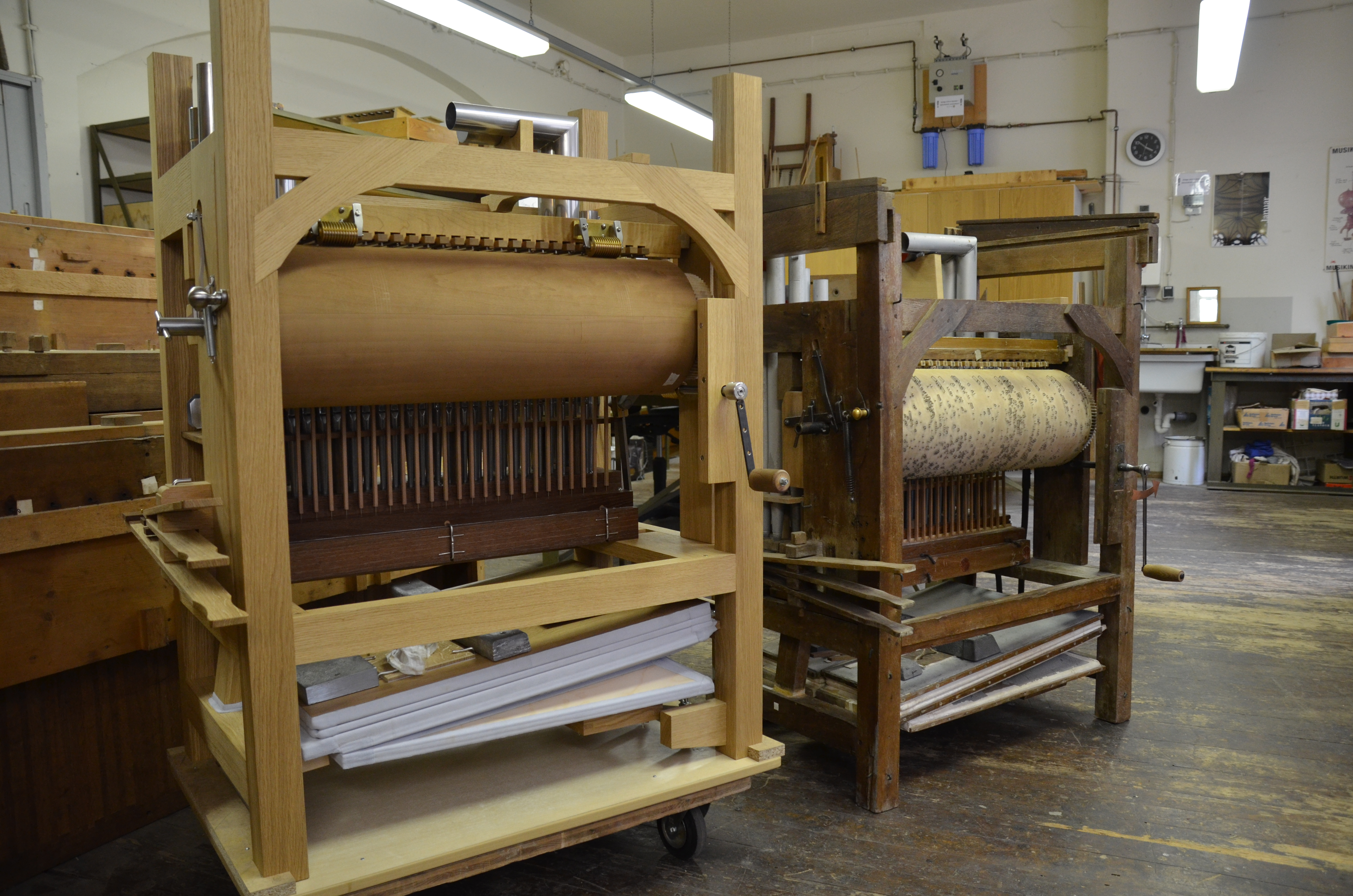
Neue und alte Orgel in der Werkstatt. Die Walze hat noch keine Bestiftung.

Es handelt sich um eine Walzenorgel ohne Gehäuse, die durch ein Wasserrad angetrieben wird. Zwei zwei-faltige Keilbälge mit jeweils einem einfaltigen Schöpferbalg erzeugen den Wind, dessen Druck 1300 WS beträgt. Die Windverteilung auf die Pfeifen erfolgt durch eine Schleiflade aus Eichenholz. Die Spieltraktur besteht aus einer Stiftwalze; durch Verschiebung der Walze sind sechs verschiedene Musikstücke einstellbar. Die Registertraktur ist mechanisch. Die Stimmtonhöhe beträgt 440 Hz bei 18 °C. Die drei Register sind Gedackt 8′, Prinzipal 4′ und Oktave 2′. Der Tonumfang umfasst 27 Töne: G, c, d, e, f, g, a, h, c1, d1, e1, f1, fis1, g1, a1, h1, c2, cis2, d2, dis2, e2, f2, fis2, g2, a2, h2, c3.

## Ähnliche historische Orgeln
Zwei vergleichbare, durch Wasserdruck betriebene historische Instrumente befinden sich in Salzburg im Park des Schlosses Hellbrunn im Mechanischen Theater der Wasserspiele Hellbrunn und beim Orgelbrunnen im Park der Villa d’Este in Tivoli bei Rom.